# Anphira
Anphira är ett släkte av kräftdjur. Anphira ingår i familjen Cymothoidae.
Kladogram enligt Catalogue of Life:
| Anphira | \| \| Anphira branchialis \| \| \| \| \| \| Anphira guianensis \| \| \| \| \| \| Anphira junki \| \| \| \| \| \| Anphira xinguensis \| \| \| \| |
|         | \| \| Anphira branchialis \| \| \| \| \| \| Anphira guianensis \| \| \| \| \| \| Anphira junki \| \| \| \| \| \| Anphira xinguensis \| \| \| \| |
|         | Anphira branchialis |
|         | |
|         | Anphira guianensis |
|         | |
|         | Anphira junki |
|         | |
|         | Anphira xinguensis |
|         | |